# Taborenta
Taborenta (łac. Diocesis Taborentensis) – stolica historycznej diecezji we Cesarstwie rzymskim w prowincji Mauretania Cezarensis, zlikwidowana w VII w. podczas ekspansji islamskiej, współcześnie w północnej Algierii. Obecnie katolickie biskupstwo tytularne. 

## Biskupi tytularni
| Lp. | Biskup              | Funkcja                              | Od              | Do             |
| --- | ------------------- | ------------------------------------ | --------------- | -------------- |
| 1   | Jean-Baptiste Llosa | emerytowany biskup Ajaccio (Francja) | 26 lipca 1966   | 18 lutego 1971 |
| 2   | Wolfgang Rolly      | biskup pomocniczy Moguncji (Niemcy)  | 5 czerwca 1972  | 25 marca 2008  |
| 3   | Martin Krebs        | nuncjusz apostolski                  | 8 września 2008 |                |